# Ipomoea daturiflora
Ipomoea daturiflora är en vindeväxtart som beskrevs av Carl Daniel Friedrich Meisner. Ipomoea daturiflora ingår i släktet praktvindor, och familjen vindeväxter. Inga underarter finns listade i Catalogue of Life.